# خویلد بن اسد
خُوَیلد بن اسد (عربی: خولید بن أسد؛ – درگذشت حدود ۵۸۵ م) از قبیلهٔ قریش بود و بیشتر به‌سبب پدری خدیجه، همسر اول محمد پیامبر اسلام شناخته شده‌است، اما پیش از آن هم از یکتاپرستان بزرگ مکه به شمار می‌آمد که به پشتوانه جایگاه اجتماعی خود مانع هتک حرمت مسجدالحرام توسط تبع شد. او از فرزندان اسد بن عبدالعزی بن قصی بن کلاب و پسرعموی هاشم بن عبد مناف بود. پدربزرگش (عبدالعزی بن قصی) و پدربزرگ عبدالمطلب (عبد مناف بن قصی) برادر بودند. خویلد با فاطمه بنت زائده — از قبیلهٔ امیر بن لویی از قریش و عموزاده سوم مادر محمد، آمنه بنت وهب — ازدواج کرد. فرزندان خویلد از شخصیت‌های مهم دوران اولیهٔ اسلام هستند. در مورد زمان درگذشت او اختلاف وجود دارد،اما برابر اسناد تاریخی او در زمان ازدواج دخترش خدیجه با محمد زنده بوده و خدیجه را به عقد پیامبر ص درآورده است.

## فرزندان
خدیجه دختر خویلد، با محمد پیامبر اسلام ازدواج کرد و صاحب چهار دختر شد که کوچکترین آنها فاطمه زهرا همسر علی بن ابی‌طالب است.
عوام پسر خویلد، با صفیه (دختر عبدالمطلب و عمه پیامبر اسلام) ازدواج کرد و صاحب پسری به نام زبیر بن عوام شد.
هاله یکی دیگر از دختران خویلد بود که ازدواج کرد و پسری به نام ابوالعاص بن ربیع به دنیا آورد.